# Maximilian Arfsten
Maximilian Michael Arfsten (Fresno, 19 aprile 2001) è un calciatore statunitense, centrocampista del Columbus Crew.

## Carriera

### Club
Arfsten è cresciuto nei California Odyssey, che ha lasciato nel 2019 per intraprendere il percorso collegiale all'Università della California - Davis dove ha giocato con i Davis Aggies.
Nel 2022 ha lasciato il college in anticipo per intraprendere la carriera di calciatore professionista ed ha firmato un contratto professionistico con il S.J. Earthquakes II. Ha debuttato il 31 marzo nell'incontro di MLS Next Pro vinto 2-0 contro il Portland Timbers 2 ed il 16 maggio ha segnato i suoi primi gol realizzando una doppietta nella vittoria per 7-1 sul Colorado Rapids 2.
Il 21 dicembre del 2022 è stato selezionato dal Columbus Crew al'MLS SuperDraft, ed il 21 febbraio 2023 ha firmato un contratto biennale con il club giallonero. Ha debuttato in MLS il 25 marzo seguente nell'incontro vinto 6-1 contro l'Atlanta e nel quale ha trovato anche il suo primo gol nella massima divisione statunitense.

### Nazionale
Nel gennaio 2025 viene convocato per la prima volta dagli Stati Uniti, con cui esordisce il 18 del mese stesso nell'amichevole vinta per 3-1 contro il Venezuela.
Convocato per la CONCACAF Gold Cup 2025, nel corso del torneo realizza la sua prima rete per la massima selezione statunitense nella sfida pareggiata 2-2 contro la Costa Rica, valevole per i quarti di finale della competizione; la sfida è stata poi vinta dagli statunitensi dopo i calci di rigore, a cui Arfsten non ha preso parte perché è stato sostituito prima.

## Statistiche

### Presenze e reti nei club
Statistiche aggiornate al 16 luglio 2025.
| Stagione             | Squadra              | Campionato           | Campionato | Campionato | Coppe nazionali | Coppe nazionali | Coppe nazionali | Coppe continentali | Coppe continentali | Coppe continentali | Altre coppe | Altre coppe | Altre coppe | Totale | Totale | Totale |
| Stagione             | Squadra              | Comp                 | Pres       | Reti       | Comp            | Pres            | Reti            | Comp               | Pres               | Reti               | Comp        | Pres        | Reti        | Pres   | Reti   |        |
| -------------------- | -------------------- | -------------------- | ---------- | ---------- | --------------- | --------------- | --------------- | ------------------ | ------------------ | ------------------ | ----------- | ----------- | ----------- | ------ | ------ | ------ |
| 2022                 | S.J. Earthquakes II  | MNP                  | 24         | 9          |                 | -               | -               |                    | -                  | -                  |             | -           | -           | 24     | 9      |        |
| 2023                 | Columbus Crew 2      | MNP                  | 1          | 0          |                 | -               | -               |                    | -                  | -                  |             | -           | -           | 1      | 0      |        |
| 2023                 | Columbus Crew        | MLS                  | 13         | 3          | USOC            | 3               | 0               |                    | -                  | -                  | LC          | 1           | 0           | 17     | 3      |        |
| 2024                 | Columbus Crew        | MLS                  | 30+3       | 4+1        | USOC            | 0               | 0               | CCC                | 3                  | 0                  | LC+CC       | 5+1         | 0           | 42     | 5      |        |
| 2025                 | Columbus Crew        | MLS                  | 19         | 4          | -               | -               | -               | CCC                | 2                  | 0                  | LC          | 0           | 0           | 21     | 4      |        |
| Totale Columbus Crew | Totale Columbus Crew | Totale Columbus Crew | 62+3       | 11+1       |                 | 3               | 0               |                    | 5                  | 0                  |             | 7           | 0           | 80     | 12     |        |
| Totale carriera      | Totale carriera      | Totale carriera      | 90         | 21         |                 | 3               | 0               |                    | 5                  | 0                  |             | 7           | 0           | 105    | 21     |        |

### Cronologia presenze e reti in nazionale
| Cronologia completa delle presenze e delle reti in nazionale ― Stati Uniti | Cronologia completa delle presenze e delle reti in nazionale ― Stati Uniti | Cronologia completa delle presenze e delle reti in nazionale ― Stati Uniti | Cronologia completa delle presenze e delle reti in nazionale ― Stati Uniti | Cronologia completa delle presenze e delle reti in nazionale ― Stati Uniti | Cronologia completa delle presenze e delle reti in nazionale ― Stati Uniti | Cronologia completa delle presenze e delle reti in nazionale ― Stati Uniti | Cronologia completa delle presenze e delle reti in nazionale ― Stati Uniti |
| Data                                                                       | Città                                                                      | In casa                                                                    | Risultato                                                                  | Ospiti                                                                     | Competizione                                                               | Reti                                                                       | Note                                                                       |
| -------------------------------------------------------------------------- | -------------------------------------------------------------------------- | -------------------------------------------------------------------------- | -------------------------------------------------------------------------- | -------------------------------------------------------------------------- | -------------------------------------------------------------------------- | -------------------------------------------------------------------------- | -------------------------------------------------------------------------- |
| 18-1-2025                                                                  | Fort Lauderdale                                                            | Stati Uniti                                                                | 3 – 1                                                                      | Venezuela                                                                  | Amichevole                                                                 | -                                                                          | 65’                                                                        |
| 23-1-2025                                                                  | Orlando                                                                    | Stati Uniti                                                                | 3 – 0                                                                      | Costa Rica                                                                 | Amichevole                                                                 | -                                                                          | 69’                                                                        |
| 23-3-2025                                                                  | Inglewood                                                                  | Canada                                                                     | 2 – 1                                                                      | Stati Uniti                                                                | CONCACAF Nations League 2024-2025 - Finale 3º posto                        | -                                                                          |                                                                            |
| 7-6-2025                                                                   | East Hartford                                                              | Stati Uniti                                                                | 1 – 2                                                                      | Turchia                                                                    | Amichevole                                                                 | -                                                                          | 65’                                                                        |
| 10-6-2025                                                                  | Nashville                                                                  | Stati Uniti                                                                | 0 – 4                                                                      | Svizzera                                                                   | Amichevole                                                                 | -                                                                          | 46’                                                                        |
| 15-6-2025                                                                  | San Jose                                                                   | Stati Uniti                                                                | 5 – 0                                                                      | Trinidad e Tobago                                                          | Gold Cup 2025 - 1º turno                                                   | -                                                                          |                                                                            |
| 19-6-2025                                                                  | Austin                                                                     | Arabia Saudita                                                             | 0 – 1                                                                      | Stati Uniti                                                                | Gold Cup 2025 - 1º turno                                                   | -                                                                          |                                                                            |
| 29-6-2025                                                                  | Minneapolis                                                                | Stati Uniti                                                                | 2 – 2 (4 – 3 dtr)                                                          | Costa Rica                                                                 | Gold Cup 2025 - Quarti di finale                                           | 1                                                                          | 84’                                                                        |
| 2-7-2025                                                                   | St. Louis                                                                  | Stati Uniti                                                                | 2 – 1                                                                      | Guatemala                                                                  | Gold Cup 2025 - Semifinale                                                 | -                                                                          | 85’                                                                        |
| 6-7-2025                                                                   | Houston                                                                    | Stati Uniti                                                                | 1 – 2                                                                      | Messico                                                                    | Gold Cup 2025 - Finale                                                     | -                                                                          | 86’                                                                        |
| Totale                                                                     |                                                                            | Presenze                                                                   | 10                                                                         |                                                                            | Reti                                                                       | 1                                                                          |                                                                            |

## Palmarès

### Club

#### Competizioni nazionali
- Campionato MLS: 1

Columbus Crew: 2023

#### Competizioni internazionali
- Leagues Cup: 1

Columbus Crew: 2024